# Stelgidopteryx ruficollis
Stelgidopteryx ruficollis е вид птица от семейство Лястовицови (Hirundinidae).

## Разпространение
Видът е разпространен в Аржентина, Боливия, Бразилия, Венецуела, Гвиана, Еквадор, Колумбия, Коста Рика, Никарагуа, Панама, Парагвай, Перу, Суринам, Тринидад и Тобаго, Уругвай, Френска Гвиана и Хондурас.